# Justin Wellington
Justin Wellington (Lae, 11 januari 1979) is een in Papoea-Nieuw-Guinea geboren Australische zanger.
Wellington genoot onderwijs in Texas en Canada. Daarna begon hij zijn carrière als r&b- en reggaepopzanger. Hij heeft sinds 2005 verschillende albums uitgebracht, waaronder "Much Love", "JW" en "Reign of Morobe". Hij heeft samengewerkt met Australische en Papoea-Nieuw-Guinea-artiesten zoals AK-47, NakaBlood, Jokema en O-Shen. Zijn internationale doorbraak kwam met een cover van "Iko Iko", oorspronkelijk van James "Sugar Boy" Crawford uit 1953. Het nummer werd in samenwerking met de Salomonseilandse-groep Small Jam uitbracht en kreeg wereldwijd aandacht als onderdeel van het social media platform TikTok.

## Discografie

### Singles
| Single met eventuele hitnotering(en) in de Nederlandse Top 40 | Datum van verschijnen | Datum van binnenkomst | Hoogste positie | Aantal weken | Opmerkingen                                              |
| ------------------------------------------------------------- | --------------------- | --------------------- | --------------- | ------------ | -------------------------------------------------------- |
| Iko Iko                                                       | 2019                  | 12-06-2021            | 4               | 16           | met Small Jam / Nr. 7 in de Single Top 100 / Alarmschijf |

| Single met hitnotering(en) in de Vlaamse Ultratop 50 | Datum van verschijnen | Datum van binnenkomst | Hoogste positie | Aantal weken | Opmerkingen                                |
| ---------------------------------------------------- | --------------------- | --------------------- | --------------- | ------------ | ------------------------------------------ |
| Iko Iko                                              | 2019                  | 29-05-2021            | 3               | 22*          | met Small Jam / Nr. 1 in de Radio 2 Top 30 |

- Bibliothèque nationale de France: cb16518317j (data)
- Gemeinsame Normdatei: 1241933669
- International Standard Name Identifier: 0000 0005 0243 3210
- MusicBrainz: af0a5691-1af2-4e76-bb58-004a3756bdf7
- Système universitaire de documentation: 254152627
- Virtual International Authority File: 171992806
- WorldCat: E39PBJgXgmkXbwYtJRRTVgKPQq